# Symbole de copyright phonographique

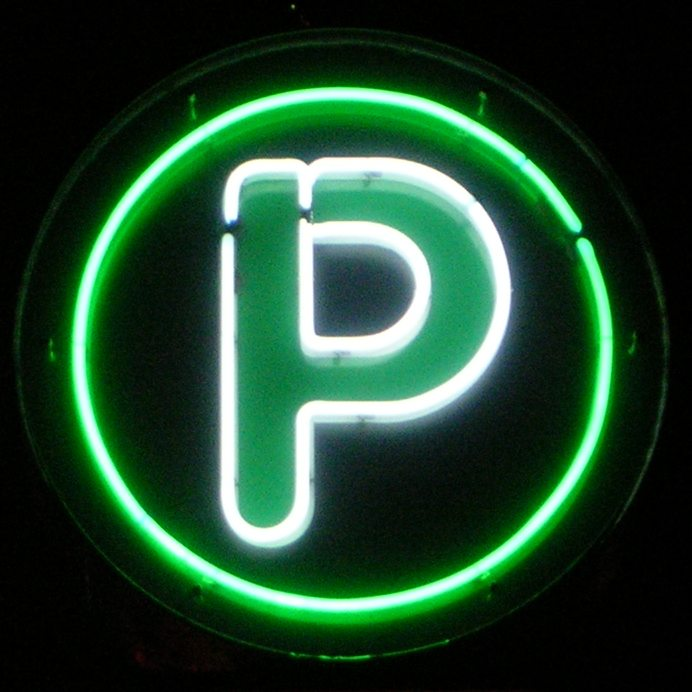
Le symbole de copyright phonographique sous forme de néons.

Le symbole de copyright phonographique, ℗ (la lettre capitale P dans un cercle), est utilisé pour représenter la présence d'un copyright sur un enregistrement sonore (phonogramme). L'usage de ce symbole a vu le jour dans la législation sur le droit d'auteur aux États-Unis et a été par la suite spécifié internationalement par la Convention pour la protection des producteurs de phonogrammes contre la reproduction non autorisée de leurs phonogrammes.

## Spécificité
Un enregistrement sonore dispose d'un copyright différent de celui de l’œuvre (généralement musicale, sous la forme d'une partition musicale et de paroles) dont il est l'interprétation. Le copyright phonographique ne constitue une protection que pour l'enregistrement en lui-même, et ne s'appliquera pas aux autres interprétations de la même œuvre, qu'elle provienne ou non des mêmes artistes.

## Utilisation
La façon d'utiliser le symbole du copyright phonographique est spécifiée par l'article 5 de la Convention des phonogrammes de Genève.
Cet article spécifie que chaque copie de l’enregistrement distribuée au public doit porter la mention du copyright phonographique. 
Cette mention doit comporter :
1. Le symbole ℗
2. L'année de la première publication de l'enregistrement
3. Si les copies ou la pochette ne portent pas le nom du producteur, celui de son ayant droit ou celui du titulaire de la licence exclusive (que ce soit au moyen du nom, de la marque, ou autre moyen approprié), la mention devra comprendre cette information.

Le symbole Unicode est U+2117 ℗ copyright de phonogramme (HTML : &#8471;). Il ne doit pas être confondu avec les caractères U+24C5 Ⓟ lettre majuscule latine p cerclée (HTML : &#9413;) et U+24DF ⓟ lettre minuscule latine p cerclée (HTML : &#9439;).